# Liste der denkmalgeschützten Objekte in Neckenmarkt
Die Liste der denkmalgeschützten Objekte in Neckenmarkt enthält die 22 denkmalgeschützten, unbeweglichen Objekte der burgenländischen Marktgemeinde Neckenmarkt.

## Denkmäler
| Foto  |                 | Denkmal                                                                                         | Standort                                                                              | Beschreibung | Metadaten |
| ----- | --------------- | ----------------------------------------------------------------------------------------------- | ------------------------------------------------------------------------------------- | --- | --- |
| ja    | Datei hochladen | Gnadenstuhl HERIS-ID: 111258 Objekt-ID: 129050                                                  | nördlich Dreifaltigkeitsweg 2 Standort KG: Haschendorf                                | Eine Dreifaltigkeitssäule aus dem Jahr 1690. Auf einer schlanken Säule befindet sich die Darstellung der Trinität in Form eines Gnadenstuhls. | BDA-Hist.: Q37822971 Status: Bescheid Stand der BDA-Liste: 2025-06-30 Name: Gnadenstuhl GstNr.: 388 Gnadenstuhl, Haschendorf                                                              |
| ja    | Datei hochladen | Kath. Filialkirche Zur unbefleckten Empfängnis HERIS-ID: 47167 Objekt-ID: 49811                 | Haschendorf 27 Standort KG: Haschendorf                                               | Die hohe schmale Filialkirche mit achteckigem Fassadentürmchen wurde 1864 in neoromanischen Formen erbaut. | BDA-Hist.: Q38025768 Status: § 2a Stand der BDA-Liste: 2025-06-30 Name: Kath. Filialkirche Zur unbefleckten Empfängnis GstNr.: 116 Filialkirche Zur Unbefleckten Empfängnis (Haschendorf) |
| ja    | Datei hochladen | Lourdeskapelle HERIS-ID: 57262 Objekt-ID: 67169                                                 | Teichweg Standort KG: Haschendorf                                                     | Die Lourdeskapelle wurde 1890 erbaut. | BDA-Hist.: Q38075500 Status: § 2a Stand der BDA-Liste: 2025-06-30 Name: Lourdeskapelle GstNr.: 185 Lourdeskapelle, Haschendorf                                                            |
| ja    | Datei hochladen | Josefskapelle HERIS-ID: 72556 Objekt-ID: 85793                                                  | bei Elisabethgasse 13 Standort KG: Neckenmarkt                                        | | BDA-Hist.: Q38130754 Status: § 2a Stand der BDA-Liste: 2025-06-30 Name: Josefskapelle GstNr.: 977/2 Josefskapelle Neckenmarkt                                                             |
| ja    | Datei hochladen | Figurenbildstock hl. Johannes Nepomuk HERIS-ID: 72562 Objekt-ID: 85799                          | vor Herrengasse 73 Standort KG: Neckenmarkt                                           | Eine Johannes-Nepomuk-Steinstatue aus dem Jahr 1780 mit Engel und einer vierseitigen Balustrade. | BDA-Hist.: Q38130761 Status: § 2a Stand der BDA-Liste: 2025-06-30 Name: Figurenbildstock hl. Johannes Nepomuk GstNr.: 101/1 Statue of John of Nepomuk, Herrengasse, Neckenmarkt           |
| ja    | Datei hochladen | Gnadenstuhl HERIS-ID: 57257 Objekt-ID: 67164                                                    | Kirchenplatz 1 Standort KG: Neckenmarkt                                               | Eine weinlaubumwundene Säule mit Gnadenstuhl aus dem Jahr 1681 (lt. Stiftungsinschrift). Die Sockelfiguren stellen die Heiligen Sebastian, Rosalia, Urban und Barbara dar. | BDA-Hist.: Q38075459 Status: § 2a Stand der BDA-Liste: 2025-06-30 Name: Gnadenstuhl GstNr.: 366/2 Gnadenstuhl Neckenmarkt                                                                 |
| ja    | Datei hochladen | Pfarrhof HERIS-ID: 47244 Objekt-ID: 49985                                                       | Kirchenplatz 3 Standort KG: Neckenmarkt                                               | Das Portal ist mit 1631 bezeichnet und wurde 1926 von der ehemaligen Georgskirche zum Pfarrhof versetzt. | BDA-Hist.: Q38026091 Status: § 2a Stand der BDA-Liste: 2025-06-30 Name: Pfarrhof GstNr.: 369 Pfarrhof Neckenmarkt                                                                         |
| ja    | Datei hochladen | Ehem. Goldbachmühle mit Wohn- und Wirtschaftsgebäuden HERIS-ID: 72558 Objekt-ID: 85795seit 2020 | Kirchenplatz 9 Standort KG: Neckenmarkt                                               | | BDA-Hist.: Q105646551 Status: Bescheid Stand der BDA-Liste: 2025-06-30 Name: Ehem. Goldbachmühle mit Wohn- und Wirtschaftsgebäuden GstNr.: 364                                            |
| ja    | Datei hochladen | Kath. Pfarrkirche hl. Geist HERIS-ID: 47246 Objekt-ID: 49988                                    | Kirchenplatz 99 Standort KG: Neckenmarkt                                              | Ursprünglich eine Wehrkirche, die 1642 barockisiert wurde, mit vorgestelltem viergeschoßigen Westturm, der im Kern mittelalterlich ist. | BDA-Hist.: Q1300685 Status: § 2a Stand der BDA-Liste: 2025-06-30 Name: Kath. Pfarrkirche hl. Geist GstNr.: 367 Pfarrkirche hl. Geist, Neckenmarkt                                         |
| ja    | Datei hochladen | Figurenbildstock Ecce Homo HERIS-ID: 72566 Objekt-ID: 85816                                     | neben Königsgasse 32 Standort KG: Neckenmarkt                                         | Der Figurenbildstock auf einem Steinpfeiler mit den Leidenswerkzeugen ist mit 1676 bezeichnet. | BDA-Hist.: Q38130790 Status: § 2a Stand der BDA-Liste: 2025-06-30 Name: Figurenbildstock Ecce Homo GstNr.: 3329/2 Ecce Homo, Neckenmarkt                                                  |
| ja    | Datei hochladen | Figurenbildstock hl. Johannes Nepomuk HERIS-ID: 57260 Objekt-ID: 67167                          | gegenüber Lange Zeile 30 Standort KG: Neckenmarkt                                     | Eine Johannes-Nepomuk-Steinfigur aus dem Jahr 1721 mit zwei Putten. | BDA-Hist.: Q38075479 Status: § 2a Stand der BDA-Liste: 2025-06-30 Name: Figurenbildstock hl. Johannes Nepomuk GstNr.: 365 Statue of John of Nepomuk, Lange Zeile, Neckenmarkt             |
| ja BW | Datei hochladen | Wohn- und Geschäftshaus, Vinothek HERIS-ID: 72978 Objekt-ID: 86260                              | Rathausgasse 1 Standort KG: Neckenmarkt                                               | Der im Kern aus dem 17. Jahrhundert stammende zweigeschoßige Bau mit rundbogigem Eingang hat im Erdgeschoß steinerne Kreuzgratgewölbe aus dem 17. Jahrhundert. Die Gebäude Rathausgasse 1a und 1b sind moderner Bauart. | BDA-Hist.: Q38131602 Status: § 2a Stand der BDA-Liste: 2025-06-30 Name: Wohn- und Geschäftshaus, Vinothek GstNr.: 711/1                                                                   |
| ja    | Datei hochladen | Kapelle HERIS-ID: 72569 Objekt-ID: 85819                                                        | bei Rathausgasse 32 Standort KG: Neckenmarkt                                          | Ein kleiner Bau aus dem Jahr 1745 mit flachrunder Apsis. In den Nischen im geschweiften Rundgiebel und seitlich des Tores befanden sich früher Figuren. | BDA-Hist.: Q38130817 Status: § 2a Stand der BDA-Liste: 2025-06-30 Name: Kapelle GstNr.: 8201 Kapelle bei Rathausgasse, Neckenmarkt                                                        |
| ja    | Datei hochladen | Friedhofskapelle HERIS-ID: 57258 Objekt-ID: 67165                                               | Standort KG: Neckenmarkt                                                              | Ein kleiner Giebelbau aus dem Jahr 1747 mit Dachreiter und Apsis mit 3/8-Schluss. | BDA-Hist.: Q38075469 Status: § 2a Stand der BDA-Liste: 2025-06-30 Name: Friedhofskapelle GstNr.: 16 Friedhofskapelle Neckenmarkt                                                          |
| ja    | Datei hochladen | Bildstock HERIS-ID: 72967 Objekt-ID: 86248                                                      | Deutschkreutzer Bundesstraße (B62), Einfahrt Wirtschaftspark Standort KG: Neckenmarkt | Auf einem Mühlstein ein abgefaster Pfeiler dem 17. Jahrhundert mit einer Balusternische. | BDA-Hist.: Q38131583 Status: § 2a Stand der BDA-Liste: 2025-06-30 Name: Bildstock GstNr.: 8236 Bildstock bei Wirtschaftspark, Neckenmarkt                                                 |
| ja    | Datei hochladen | Figurenbildstock hl. Donatus HERIS-ID: 72563 Objekt-ID: 85800                                   | Neckenmarkter Landesstraße L336/Stinkenbrunnweg Standort KG: Neckenmarkt              | Das Standbild des hl. Donatus an der Straße nach Ödenburg stellt den Heiligen als römischen Soldaten dar. Das Gedächtnis des heiligen Donatus wird am 7. August begangen. Der Name Donatus bedeutet „der Geschenkte“. Die Legende zum Standbild des Schauerabkehrers besagt, dass an der Stelle, wo jetzt die Statue des Heiligen steht, die Grenze war, bis zu der der Hagel eines Tages gewütet haben soll. Von der Stelle des Standbildes bis zum Dorf blieben die Felder und Weingärten angeblich vom Hagel verschont. | BDA-Hist.: Q38130773 Status: § 2a Stand der BDA-Liste: 2025-06-30 Name: Figurenbildstock hl. Donatus GstNr.: 5097 Figurenbildstock hl. Donatus, Neckenmarkt                               |
| ja    | Datei hochladen | Figurenbildstock, Familiensäule HERIS-ID: 72567 Objekt-ID: 85817                                | bei Karl Heincz-Gasse 3 Standort KG: Neckenmarkt                                      | Die Familiensäule am nordöstlichen Ortsrand stammt aus dem 18. Jahrhundert. | BDA-Hist.: Q38130799 Status: § 2a Stand der BDA-Liste: 2025-06-30 Name: Figurenbildstock, Familiensäule GstNr.: 14/1                                                                      |
| ja    | Datei hochladen | Kapelle hl. Florian HERIS-ID: 72568 Objekt-ID: 85818                                            | Sonnensteig Standort KG: Neckenmarkt                                                  | Ein kleiner rechteckiger Bau um 1700 mit über Säulen vorgezogenem Dach. | BDA-Hist.: Q38130808 Status: § 2a Stand der BDA-Liste: 2025-06-30 Name: Kapelle hl. Florian GstNr.: 4919 Kapelle hl. Florian, Neckenmarkt                                                 |
| ja    | Datei hochladen | Wollnhoferkreuz HERIS-ID: 72560 Objekt-ID: 85797                                                | Standort KG: Neckenmarkt                                                              | | BDA-Hist.: Q38130759 Status: § 2a Stand der BDA-Liste: 2025-06-30 Name: Wollnhoferkreuz GstNr.: 15 Wollnhoferkreuz, Neckenmarkt                                                           |
| ja    | Datei hochladen | Weingartenkapelle hl. Donatus HERIS-ID: 57261 Objekt-ID: 67168                                  | Zollhaus/Oberer Grunderitsch Standort KG: Neckenmarkt                                 | Ein in abgeschiedener landschaftlich bemerkenswerter Lage gut erhaltene, um 1735 erbaute Kleinarchitektur mit qualitätsvoller Ausstattung. | BDA-Hist.: Q38075490 Status: § 2a Stand der BDA-Liste: 2025-06-30 Name: Weingartenkapelle hl. Donatus GstNr.: 4612/1 Weingartenkapelle hl.Donatus, Neckenmarkt                            |
| ja    | Datei hochladen | Oswaldikapelle HERIS-ID: 72979 Objekt-ID: 86261                                                 | Zollhaus/Hauswiesen Standort KG: Neckenmarkt                                          | Die quadratische Oswaldikapelle mit vorgezogenem Dach steht nördlich außerhalb des Ortes und wurde 1750 erbaut. | BDA-Hist.: Q38131612 Status: § 2a Stand der BDA-Liste: 2025-06-30 Name: Oswaldikapelle GstNr.: 3754 Oswaldikapelle, Neckenmarkt                                                           |
| ja    | Datei hochladen | Bildstock HERIS-ID: 72980 Objekt-ID: 86262                                                      | Kohlgrund Standort KG: Neckenmarkt                                                    | | BDA-Hist.: Q38131621 Status: § 2a Stand der BDA-Liste: 2025-06-30 Name: Bildstock GstNr.: 9277 Bildstock Kohlgrund                                                                        |